# Облеуховы
Облеуховы (Аблеуховы) — русский дворянский род.
Восходит к первой четверти XVII века и внесён в VI часть родословных книг Калужской, Московской, Тульской и Черниговской губерний Российской империи.

Согласно Общему Гербовнику:

Фамилии Облеуховых (Аблеуховых) многие служили Российскому Престолу разные дворянские службы и жалованы были от государей в 1624 и других годах поместьями и чинами. Все сиё доказывается справкою Архива Вотчинного департамента и копиею с диплома, пожалованного в 1793 году ноября 18 дня генерал-майору Александру и полковнику Семёну Облеуховым, в подтверждение происхождения их от древних благородных предков.
- Облеухов, Александр Дмитриевич (Аблеухов; ок.1742—1814), генерал-майор артиллерии (1791), губернатор Калужского наместничества (10.02.1794 — декабрь 1796).
- Аблеухов — герой романа Андрея Белого «Петербург».
- Облеухов, Александр Никанорович (1824—1879) — генерал-майор.

## Описание герба
Щит разделён перпендикулярно на три части, из коих в правом голубом поле изображён стальной Кирас с
золотыми гвоздями. В левом красном поле три зажжённые Бомбы поставленные одна над другой пламенем вверх. В среднем пурпуровом поле две золотые Короны.
Щит увенчан дворянскими шлемом и короной. Нашлемник: три страусовых пера. Намёт на щите голубой, подложенный красным. Герб рода Облеуховых внесён в Часть 2 Общего гербовника дворянских родов Всероссийской империи, стр. 114.